# Graue Wand
Le Graue Wand est une montagne qui s’élève à 2 816 m d’altitude dans les Hohe Tauern, en Autriche.